# Весёлый цыплёнок
«Весёлый цыплёнок» (укр. Веселе курча) — советский мультфильм Творческого объединения художественной мультипликации Киевской киностудии научно-популярных фильмов 1973 года.

Картина дублирована в 1974—1975 годах на украинском языке, первоначально же шла сразу на русском.

## Сюжет
Радость жизни переполняет только что вылупившегося цыплёнка. Он с удивлением и оптимизмом знакомится с окружающим миром, напевая песенку «Ко-ко-е всё красивое, ко-ко-е всё зелёное!… коко́, коко́, коко́-короко-ко́!».
Цыплёнок идёт по лесу, встречает по пути лягуху, которая у него на глазах пожирает бабочку, увлечённо летевшую вместе с ним. Видимо, не поняв, что произошло, цыплёнок на виду у лягухи пьёт воду из лужицы, при этом восклицая: «Ко-кое море чистое!» Лягуха хохочет, разинув пасть, откуда вылетает только что проглоченная бабочка. Повстречавшись с хитрой Лисой, цыплёнок оказывается съеденным ею. Однако и в животе Лисы он продолжает петь, вызывая такое же пение у Лисы. Убегая в панике, Лиса случайно оказывается проглоченной Волком. Точно так же цыплёнок не унывает и поёт внутри хищников, вызывая неконтролируемое пение у Волка. Своим пением Волк выводит из себя Медведя, который его проглатывает. Но и Медведь начинает петь песенку цыплёнка, чем будит пчёл. Спасаясь от них бегством, Медведь падает с высокого дерева, и все звери, от удара выпав друг из друга, оказываются на свободе. В конце концов своей весёлой песенкой цыплёнок подчиняет себе всех этих лесных хищников.

## Создатели
- Автор сценария — Михаил Рыбалко
- Режиссёр — Цезарь Оршанский
- Художник-постановщик — Галина Бабенко
- Композиторы: Лев Колодуб, Жанна Колодуб
- Оператор — Анатолий Гаврилов
- Звукооператор — Израиль Мойжес
- Редактор — Светлана Куценко
- Художник-мультипликатор — Наталья Марченкова
- Ассистенты: Е. Луцко, Н. Горбунова, О. Деряжная
- Роли озвучили:
  - Геннадий Кислюк — Волк,
  - Людмила Козуб — Цыплёнок / Лягушка,
  - Алла Осинская — Лиса,
  - Владимир Коршун — Медведь
- Директор картины — Иван Мазепа

## Отзыв критика
Среди лучших мультфильмов «Киевнаучфильма» 60—70-х годов XX в.: «Сказание про Игорев поход», «Журавлик», «Тёплый хлеб», «Тигрёнок в чайнике», «Волшебник Ох», «Весёлый цыплёнок», «Мальчик и облачко», «Парасолька на охоте», «Человек и слово», «Как казаки невест выручали», «Салют», «Какого рожна хочется?», «Удивительный китёнок», «Колумб причаливает к берегу», «Как жёны мужей продавали».— Украинской ССР кинематография // Кино: Энциклопедический словарь / Под ред. С. И. Юткевича. — М.: Советская энциклопедия, 1987. — С. 436. — 640 с.

## Видеоиздания
- VHS-сборник (1997) «Король черепах и другие» (ассоциация «Видео Союз», компания «Динара»).
- DVD-сборник «А вы, друзья, как ни садитесь…»[1]